# Franz-Josef Hungs
Franz Josef Hungs (* 11. November 1932 in Düsseldorf; † 28. Oktober 2007 in Murnau am Staffelsee) war ein deutscher römisch-katholischer Theologe, Pädagoge und Hochschullehrer.

## Leben
Im Jahr 1959 wurde Hungs in Köln zum Priester geweiht. 1971 promovierte er in Bonn in Praktischer Theologie.
Ab 1972 lehrte er in München am Institut für Katechetik und Homiletik, ab 1973 als hauptamtlicher Dozent für Erwachsenenbildung. Seine Habilitation in Erwachsenenbildung folgte 1979 in Wien.
Von 1984 bis 2000 lehrte er an der Katholischen Stiftungsfachhochschule München als Professor für Erwachsenenbildung, Theologie und Ethik.
Nebenamtlich nahm er von 1984 bis 2000 die Aufgabe des Diözesanaltenseelsorgers in der Erzdiözese München und Freising wahr, von 1973 bis zu seinem Tod leitete er einen Bibelkreis in der Pfarrei St. Magdalena Ottobrunn und arbeitete in der Seelsorge in den Gemeinden Ottobrunns und Hohenbrunns mit.
Er wurde auf seinen Wunsch auf dem alten Kirchenfriedhof in Hohenbrunn beerdigt.

## Schriften (Auswahl)

### Monographien
- Die pastoraltheologische und katechetische Bedeutung des gegenwärtigen Offenbarungsverständnisses auf dem Hintergrund seiner Entwicklung seit dem Vaticanum I. 1972 (Diss., Universität Bonn, 1971).
- Theologische Erwachsenenbildung als Lernprozess. Didaktische Grundlegung. Mainz 1976, ISBN 3-7867-0546-1.
- Gemeinde und Katechese. Zur Aus- und Weiterbildung von Gemeindekatecheten (= Beiträge zur praktischen Theologie. Kirchliche Katechese). Frankfurt am Main 1977, ISBN 3-7820-0374-8.
- Altenbildung, Altenpastoral. Erfahrungen in der theologischen Erwachsenenbildung mit älteren Menschen. München 1978, ISBN 3-466-36032-3.
- Ist das Leben sinnlos? Bibelarbeit mit der Buch Kohelet (Prediger). Benziger, Zürich 1980, ISBN 3-545-26171-9.
- Einführungskurs Bibel. 10 erprobte Lerneinheiten. Benziger, Zürich 1982, ISBN 3-545-26181-6.
- Mein – dein – unser Gott. Bibelarbeit zum Thema Gottesbild (6 erprobte Lerneinheiten). Benziger, Zürich 1983, ISBN 3-545-26191-3.
- Die Propheten der Bibel. Ein Arbeitsbuch für Schule, Erwachsenenbildung und Katechese. Frankfurt am Main 1986, ISBN 3-7820-0531-7.
- Das Alter – ein Weg zu Gott? Orientierungen für die Altenpastoral. Frankfurt am Main 1988, ISBN 3-7820-0574-0.
- Handbuch der theologischen Erwachsenenbildung. München 1991, ISBN 3-7904-0582-5.
- mit Heidi Simon und Ursula Singer: Unser Kindergarten ist keine Insel. Situations- und Werteorientierung im Netzwerk Kindergarten. München 1998, ISBN 3-7698-1042-2.

### Artikel (in Auswahl)
- Also doch: «Neuer Wein in alte Schläuche»? Pastorale Überlegungen zur Altenkatechese. In: Lebendige Katechese, Jg. 19 (1997), Heft 1, S. 53–56.

### Rezensionen (in Auswahl)
- Rezension zu Fridolin Wechsler, Romano Guardini als Kerygmatiker, 1973, in: Katechetische Blätter (KatBl), Jahrgang  100, 1975, Seite 255 f.